# Густав Яльмар Енестром
Густав Яльмар Енестром (швед. Gustaf Hjalmar Eneström; 5 вересня 1852 , Нора  — 10 червня 1923 , Гедвіг-Елеонораd, лен Стокгольм ) — шведський математик, історик математики, статистик, бібліограф, бібліотекар, видавець та редактор стокгольмського журналу «Bibliotheca mathematica»; відомий запровадженням індексу Енестрома, який використовують для ідентифікації творів Ейлера. Більшість істориків посилаються на роботи Ейлера за індексом Енестрема.

## Життєпис
Густав Енестрем народився 5 вересня 1852 року в парафії Нора у Швеції. Вищу освіту та ступінь бакалавра філософії ("filosofie kandidat ") здобув у Упсальському університеті 1871 року.

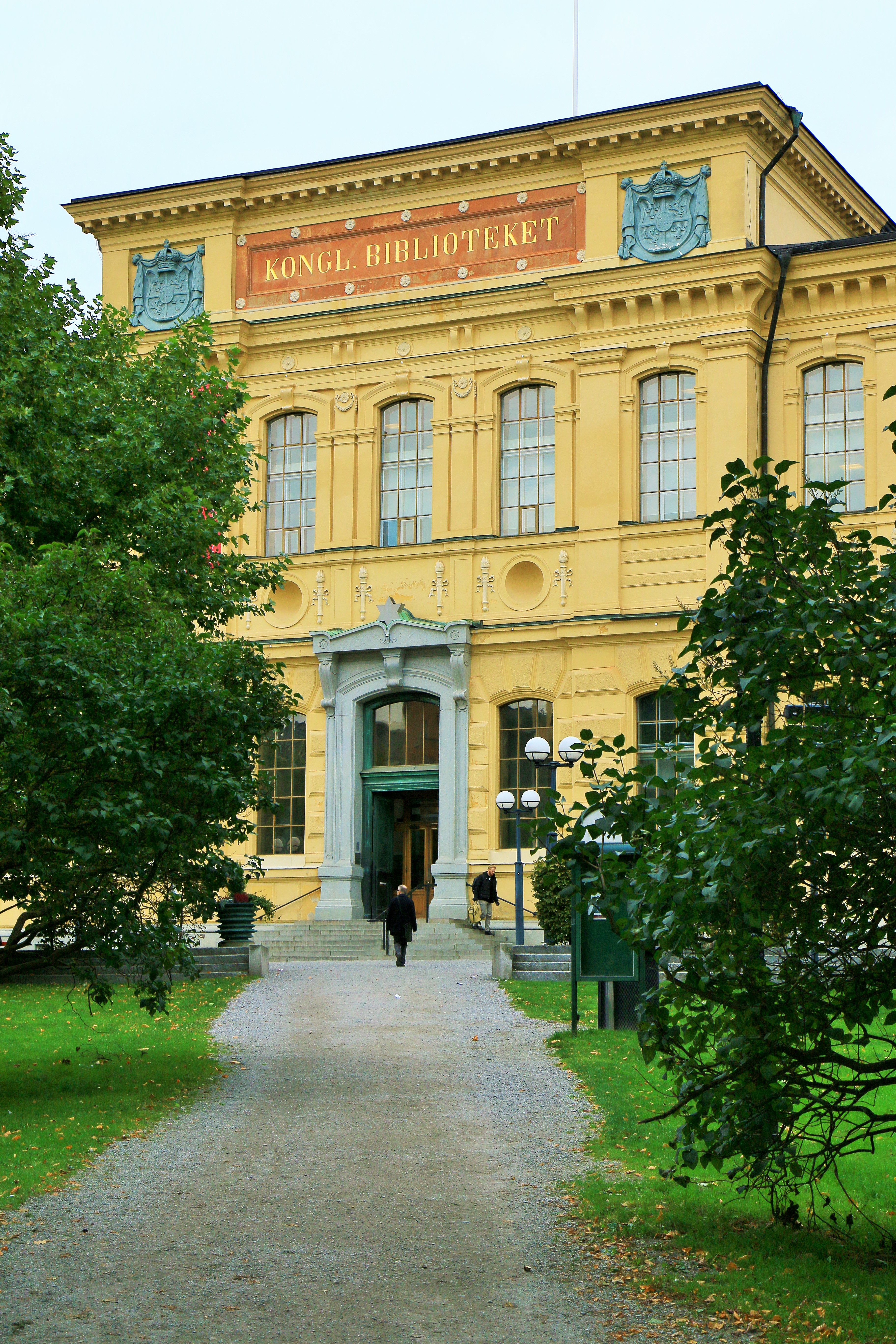
Королівська бібліотека Швеції

1875 року прийнято на посаду екстраординарного ад'юнкта в бібліотеці альма-матер із якої 1879 року перейшов на службу в Королівську бібліотеку Швеції.
1884 року заснував за власні кошти журнал «Bibliotheca mathematica», присвячений питанням історії математики і до 1914 року був його видавцем і редактором; згаданий журнал донині є цінним збірником історичних матеріалів. В історії математики відомий як опонент і критик трактувань Моріца Бенедикта Кантора.
Разом із японським математиком Соїті Какея став відомим завдяки теоремі Енестрома — Какеї, яка визначає кільце, що містить корені дійсного многочлена.
1918 року став почесним доктором філософії Лундського університету .
Помер 10 червня 1923 року в місті Стокгольмі, не залишивши після себе спадкоємців (вчений ніколи не був одруженим).
У рік смерті Енестрома американський історик науки бельгійського походження Джордж Сартон написав про вченого такі слова: «Ніхто не зробив більшого для здорового розвитку наших досліджень» і додав: «Сама присутність Енестрома змушувала кожного вченого, який присвятив себе історії математики, підвищувати свою уважність і покращувати свою роботу».